# Máximo de Tiro
Máximo de Tiro (em grego:  Μάξιμος Τύριος; final do século II EC), também conhecido como Cassius Maximus Tyrius, foi um filósofo grego de retórica que viveu na época antonina e de Commodus. Seus escritos contêm muitas alusões à história da Grécia, enquanto há pouca referência a Roma, daí infere-se que ele viveu mais tempo na Grécia, talvez como professor em Atenas. Embora nominalmente um Platonista, ele é realmente um Eclético e um dos precursores do Neoplatonismo.